# برانكو بوسكوفيتش
برانكو بوسكوفيتش (باللغة الصربية السيريلية: Бранко Бошковић)، ولد في21 في Bačka Topola (يوغوسلافيا (الآن في صربيا))، هو لاعب كرة قدم دولي من الجبل الأسود لعب في خط الوسط.

## سيرة شخصية

### في نادي

#### لأول مرة في يوغوسلافيا (1997-2004)
قدم بوسكوفيتش أول مباراة احترافية له مع FK Mogren Budva ، يوغوسلافيا. لعب في هذا النادي من الدرجة الأدنى لمدة موسمين ونصف، قبل أن ينتقل إلى ريد ستار بلغراد خلال فترة الانتقالات الشتوية لموسم 1998-99 
في أول موسم كامل له مع ريد ستار، ظهر بوسكوفيتش بانتظام في الفريق الأول. سجل تسعة أهداف وفاز بلقب دوري صربيا والجبل الأسود في 1999-2000 . في الموسم التالي، كان بوسكوفيتش جزءًا أساسيًا من الفريق الذي فاز بلقب الدوري الثاني على التوالي. ظهر 32 مرة خلال الموسم، وسجل العديد من الأهداف وساعد الفريق على الفوز بكأس يوغوسلافيا. اللقب الذي فاز به مرة أخرى بعد عامين. خلال موسم 2002-2003، حفر صانع الألعاب اسمه في تاريخ ريد ستار الحديث بتسجيله الهدف الوحيد للنادي ضد لاتسيو روما في الجولة الثانية من كأس الاتحاد الأوروبي. في المجموع، قدم بوسكوفيتش 123 مباراة مقابل 30 هدفًا في الدوري.

#### زيارة إلى فرنسا (2003-2006)
انتقل لاعب خط الوسط إلى باريس سان جيرمان في صيف 2003. وحيد هاليلودزيتش تم تعيينه مدربا لفريق باريس سان جيرمان ورونالدينيو سيغادر النادي. لذلك يبحث النادي عن رقم 10 قادر على تقديم الكرات للمهاجمين. يعتبر بوسكوفيتش بعد ذلك أحد الآمال العظيمة لكرة القدم الصربية ولديه بالفعل سبعة اختيارات مع صربيا. ينفق القادة الباريسيون ما بين خمسة وستة ملايين يورو لتأمين خدمات اليد اليسرى.
" بوسكو ظهر لأول مرة في دوري الدرجة الأولى الفرنسي ضد مونبلييه في أغسطس 2003. تم تجنيده لحيويته وصفاته الفنية، لكن بوسكوفيتش لم ينجح في ملء ناديه الجديد. على الرغم من جودة المباريات، سرعان ما هبط إلى مركز بديل لكنه تمكن من المشاركة في 24 مباراة في أول موسم له، وسجل ثلاثة أهداف  في نهاية موسم 2003-2004 ، كان باريس سان جيرمان نائب بطل فرنسا وفاز بكأس فرنسا، التي عقدها الجبل الأسود في النهائي.
في الموسم التالي، تذوق بوسكوفيتش دوري أبطال أوروبا لكنه أصبح الآن بديلاً، منعه روثن وبانكرات. في نوفمبر 2004، سافر باريس سان جيرمان إلى ملعب فيلودروم لمواجهة منافسه اللدود أولمبيك مرسيليا في دور الـ16 من كأس فرنسا. انزعج الأولمبيون من هزيمتهم قبل ثلاثة أيام في بارك دي برينس، وخنقوا خصومهم وسرعان ما تقدموا 2-0. حامل في خط الوسط، بوسكو» يتولى أمره. قبل نهاية الشوط الأول بقليل، وجد نفسه وحيدًا أمام المرمى ودفع الكرة نحو الشباك، وعند عودته من غرفة خلع الملابس، وجد نفسه في وضع جيد على مسافة 25 مترًا. وضع الفريقين متعادلين في شباك نصف كرة يتم وضعها في مرمى فابيان بارتيز. أخيرًا، فاز باريس على أولمبيك مارسيليا 3-2. لكن برانكو بوسكوفيتش فشل في التأكيد بعد ذلك. في هذه الأثناء، تولى لوران فورنييه مقاليد النادي العاصمة وقام بوسكوفيتش بالعديد من المباريات كفريق احتياطي في CFA.
ثم تم إعارته إلى نادي تروا ليواجه صعوبة. حصل على مكان في البداية في الجزء الأول من الموسم لكنه يعتبر شخصيًا للغاية. يرسله جان مارك فورلان إلى مقاعد البدلاء.

#### الظهور الأول في رابيد (2007-2010)
وقع بوسكوفيتش على رابيد فيينا في نافذة الانتقالات الشتوية لعام 2007  انضم إلى النادي في يناير 2007 وسجل هدفين في أول 12 مباراة له. شهد موسم 2007-2008 عودته إلى القمة، حيث سجل ثمانية أهداف والتي  باللقب النمساوي.
في مايو 2009 ، أصاب بوسكوفيتش ذراعه، مما أدى إلى استبعاده لعدة أسابيع 
في مايو 2010 ، فشل في التوصل إلى اتفاق لتمديد عقده، أعلن بوسكوفيتش والنادي انتهاء تعاونهما. في ثلاثة مواسم ونصف، لعب بوسكوفيتش 126 مباراة وسجل 24 هدفًا في جميع المسابقات.

#### الولايات المتحدة (2010-2012)
في 14 يونيو 2010 ، وقع بوسكوفيتش مع الامتياز الأمريكي لدي سي يونايتد كلاعب معين. لعب ثلاثة عشر مباراة، ثمانية منها بدأت في الدوري الأمريكي لكرة القدم 2010 . سجل هدفه الوحيد هذا الموسم في ربع نهائي كأس الولايات المتحدة المفتوحة ضد هاريسبرج.
في 26 يونيو 2011 ، عندما استضاف فريقه ثورة نيو إنجلاند، وجد بوسكوفيتش الشباك مرتين في غضون عشر دقائق قبل الخروج مصابًا. هذا يبقيه خارج الملاعب لبقية عام 2011.
في 21 نوفمبر 2012 ، أعلن أنه سيغادر نادي نجوم الدوري الأمريكي.

#### العودة إلى فيينا (2013-2014)
في يناير 2013 ، عاد برانكو بوسكوفيتش إلى رابيد فيينا، ووقع معه حتى نهاية موسم 2013-2014. وقال عند التوقيع: "رابيد يحتل مكانة خاصة في قلبي وأنا سعيد فقط بالعودة إلى النادي، وهو بمثابة منزل ثان لي. "رابيد يحتل مكانة خاصة جدا في قلبي ويسعدني فقط أن أتمكن من العودة إلى النادي، وهو بمثابة منزل ثان لي.

### في المنتخب الوطني (منذ 2002)
في عام 2002 ، ظهر برانكو بوسكوفيتش لأول مرة مع منتخب جمهورية يوغوسلافيا الاتحادية في مباراة ودية ضد منتخب البرازيل. لعب اثنتي عشرة مرة (هدفان) مع هذا الفريق الذي مثل صربيا والجبل الأسود بعد بضعة أشهر.
لعب بوسكوفيتش أول مباراة دولية له مع الجبل الأسود ضد المجر في عام 2007 بعد أن نالت الأمة استقلالها عن صربيا. كان قائدًا في تصفيات كأس العالم 2010 FIFA . لم يتمكن من المشاركة في التصفيات المؤهلة لنهائيات كأس الأمم الأوروبية 2012 ، لكنه انتقل لدعم زملائه خلال المباريات الفاصلة ضد جمهورية التشيك في نوفمبر 2011.

## إحصائيات
يوضح هذا الجدول إحصائيات برانكو بوسكوفيتش.
 

## الجوائز
- دولي صربيا والجبل الأسود من 2002 إلى 2005 (12 مباراة دولية وسجل هدف واحد)
- لاعب الجبل الأسود الدولي من 2007 إلى 2014 (29 مباراة دولية وسجل هدف واحد)

النجمة الحمراء في بلغراد
- بطل يوغوسلافيا: 2000 و 2001
- الفائز بكأس يوغوسلافيا عامي 2000 و 2002

باريس سان جرمان
- كوب فرنسي (1): الفائز عام 2004
- بطولة فرنسا: الوصيف 2004
- دوري ابطال اوروبا: 4 مباريات خلال موسم 2004-2005 ضد سسكا موسكو (1-3) وتشيلسي (0-0) وبورتو (0-0 ثم 2-0).

رابيد فيينا
- بطولة النمسا (1): بطل عام 2008

## المذكرات والمراجع
1. ↑  As | Branko Boskovic (بالإسبانية), Madrid: Grupo Prisa, ISSN:1888-6671, QID:Q719880
2. ↑  National football team player Branko Bošković at EU-football.info نسخة محفوظة 2022-03-08 على موقع واي باك مشين.
3. 1 2 3 4 5 6 7 8 9 10 11  "Biographie de Branko Bošković". dcunited.com (بالإنجليزية). Archived from the original on 22 نوفمبر 2021. Retrieved 30/11/2014. {{استشهاد ويب}}: تحقق من التاريخ في: |تاريخ الوصول= (help)
4. 1 2 3 4 5  "Branko Boskovic". piedskarres.free.fr (بالفرنسية). 13 janvier 2007. Archived from the original on 22 نوفمبر 2021. Retrieved 01/12/2014. {{استشهاد ويب}}: تحقق من التاريخ في: |تاريخ الوصول= and |تاريخ= (help)
5. ↑  "Boskovic : opération réussie". skrapid.at (بالألمانية). 3 mai 2009. Archived from the original on 22 نوفمبر 2021. Retrieved 01/12/2014. {{استشهاد ويب}}: تحقق من التاريخ في: |تاريخ الوصول= and |تاريخ= (help)
6. ↑  "Heimkehr nach Hütteldorf: Boskovic kehrt zurück". skrapid.at (بالألمانية). 26 mai 2010. Archived from the original on 29 يونيو 2010. Retrieved 01/12/2014. {{استشهاد ويب}}: تحقق من التاريخ في: |تاريخ الوصول= and |تاريخ= (help)
7. ↑  "Heimkehr nach Hütteldorf: Boskovic kehrt zurück". skrapid.at (بالألمانية). 19 janvier 2013. Archived from the original on 22 نوفمبر 2021. Retrieved 01/12/2014. {{استشهاد ويب}}: تحقق من التاريخ في: |تاريخ الوصول= and |تاريخ= (help)
8. ↑  "De retour : Branko Boskovic". skrapid.at (بالألمانية). 19 janvier 2013. Archived from the original on 2021-11-22. Retrieved 01/12/2014. {{استشهاد ويب}}: تحقق من التاريخ في: |تاريخ الوصول= and |تاريخ= (help)[وصلة مكسورة]
9. ↑  "Fiche de Branko Bošković". sofoot.com (بالفرنسية). Archived from the original on 22 نوفمبر 2021. Retrieved 01/12/2014. {{استشهاد ويب}}: تحقق من التاريخ في: |تاريخ الوصول= (help)

## روابط خارجية
- برانكو بوسكوفيتش على موقع الاتحاد الأوربي (الإنجليزية)
- برانكو بوسكوفيتش على موقع رابطة كرة القدم الفرنسية للمحترفين (الإنجليزية)
- برانكو بوسكوفيتش على موقع الدوري الأمريكي (الإنجليزية)
- برانكو بوسكوفيتش على موقع قاعدة بيانات كرة القدم.إي يو (الإنجليزية)
- برانكو بوسكوفيتش على موقع ليكيب (الفرنسية)
- برانكو بوسكوفيتش على موقع ناشيونال فوتبول تيمز (الإنجليزية)
- برانكو بوسكوفيتش على موقع AS.com (الإسبانية)